# Сергиенко, Виктор Владимирович
Виктор Владимирович Сергиенко — советский, российский режиссёр и педагог.

## Биография
Виктор Сергиенко родился 8 февраля 1951 года в городе Измаил. Сын участника антирумынского подпольного коммунистического движения в городе Измаил в 1930—1940 г. Сергиенко Владимира Ивановича.
В 1968 году поступил в ЛГИК им. Н. К. Крупской на отделение «Режиссура самодеятельного театрального коллектива».
В 1972 году работал в Культпросветучилище г. Советска.
С 1974 года преподавал режиссуру и мастерство актёра в Саратовском областном культурно-просветительском училище (ныне Саратовский колледж культуры).
С 1979 по 1982 годы был председателем предметной комиссии театральной дисциплины.
В 1982 году ушёл работать инспектором по драматическим театрам в Управление культуры облисполкома (ныне Министерство культуры Саратовской области), поступил в ЛГИТМИК на ассистентуру-стажировку по специальности «режиссура драмы». В этом же году стал преподавать мастерство актёра в театральном училище имени Слонова (ныне Театральный факультет Саратовской государственной консерватории им. Собинова). Окончил ЛГИТМИК в 1986 году. Сдал кандидатский экзамен по режиссуре (комиссия под председательством Г. А. Товстоногова).
В 1986 стал директором Слоновского училища и закрыл его и открыл Учебный театр консерватории. Совместно с Г. А. Аредаковым выпустили последний курс училища и стал работать на театральном факультете на курсе В. З. Федосеева. Сделали совместно два выпуска.
В 1989 году с группой выпускников образовали театральную студию «Версия» на базе Учебного театра. В то же время (с 1995 года) преподавал на факультете дирижёров народного хора.
В 1994 году театральная студия стала муниципальным театром «Версия», стал главным режиссёром, где и работает поныне.
С 2003 по 2006 годы совмещал с работой главного режиссёра Балаковского драматического театра.
При этом педагогическую работу не прекращал. Ныне преподаёт в Саратовском областном колледже искусств мастерство актёра на отделении народного пения и фольклора.
В 2007 году осуществил набор на отделение режиссуры любительского театра факультета искусств и художественного образования пединститута.
Имеет наградной знак «За достижения в культуре» Министерства культуры РФ.
В 2012 году за заслуги в области культуры и многолетнюю плодотворную работу присвоено почётное звание «Заслуженный работник культуры Российской Федерации».